# Toronto Cemetery, Démuin
Le Toronto Cemetery, Démuin   est un cimetière militaire de la Première Guerre mondiale situé  sur le territoire de la commune de Demuin, dans le département de la Somme, au sud-est d'Amiens.

## Localisation
Ce cimetière est situé à 2 km nord du village au beau milieu des sultures. Il est accessible par un étroit chemin vicinal

## Histoire

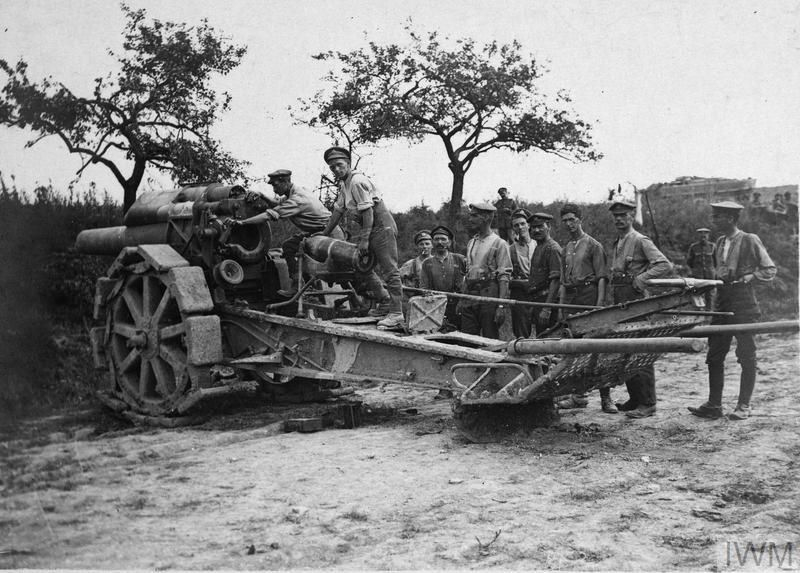
Troupes canadiennes examinant un obusier lourd allemand Mörser 16 de 21 cm capturé près de Demuin, le 14 août 1918. © IWM (Q 78690).

Le village de Démuin est occupé par les troupes du Commonwealth en mars 1917, le front se stabilisant ensuite à une cinquantaine de kilomètres à l'est .

En mars 1918, l'armée allemande lance, depuis les environs de Saint-Quentin, son Offensive du Printemps en vue conquérir Amiens. Le village, évacué de ses habitants tombe aux mains des Allemands au mois de mars et ne sera définitivement libéré que le 8 août 1918 par le 58e Bataillon canadien après de violents combats.

Ce cimetière, qui doit son nom au Toronto Regiment, a été créé en août 1918 pour inhumer les soldats victimes des combats lors de la prise du village.

Le cimetière britannique de Démuin contient 101 sépultures de la Première Guerre mondiale, dont 23 non identifiées

## Caractéristiques
Ce cimetière, d'un plan rectangulaire de 23 m sur 15, est entouré d'un muret de brrique.

## Galerie

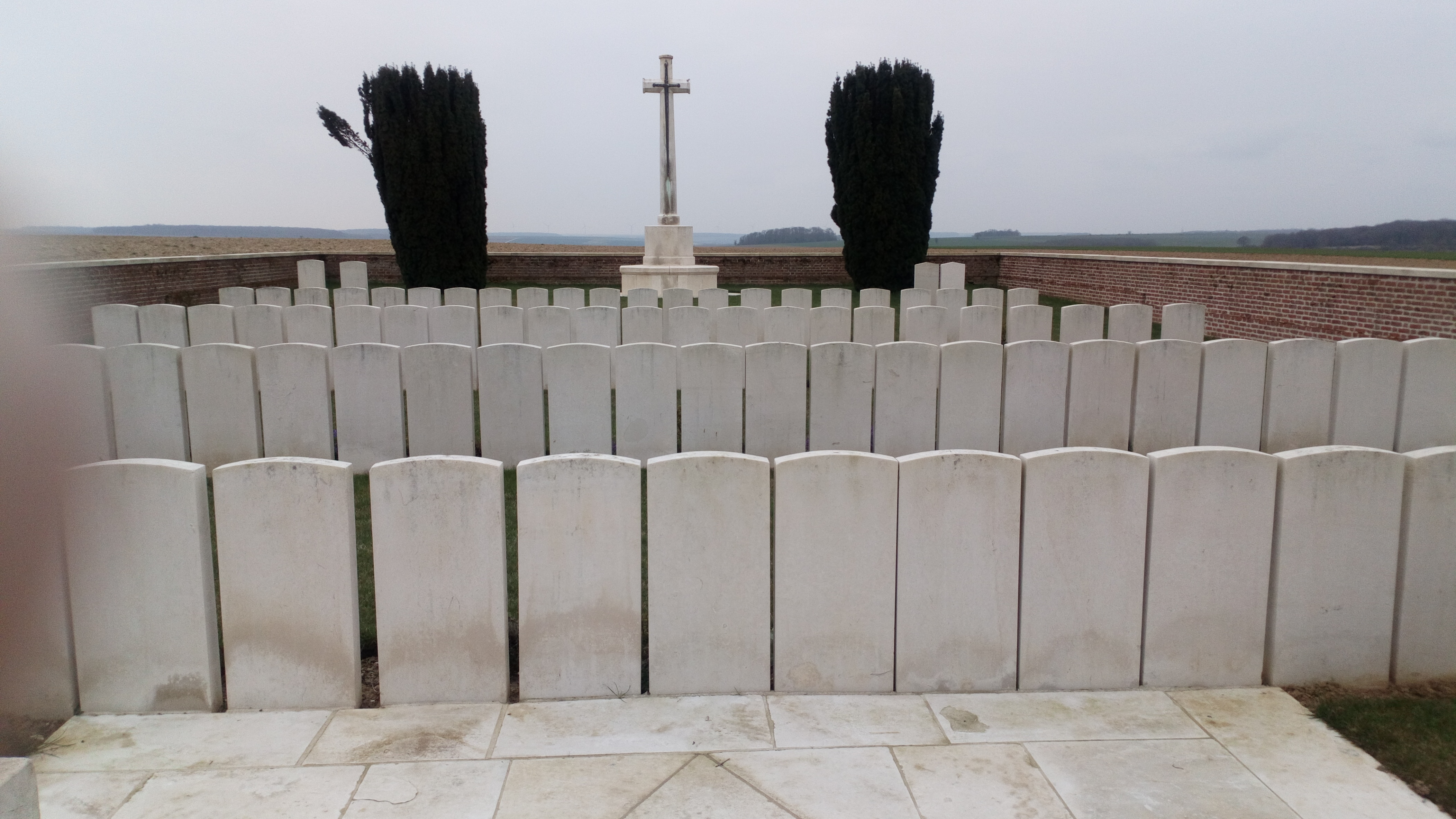
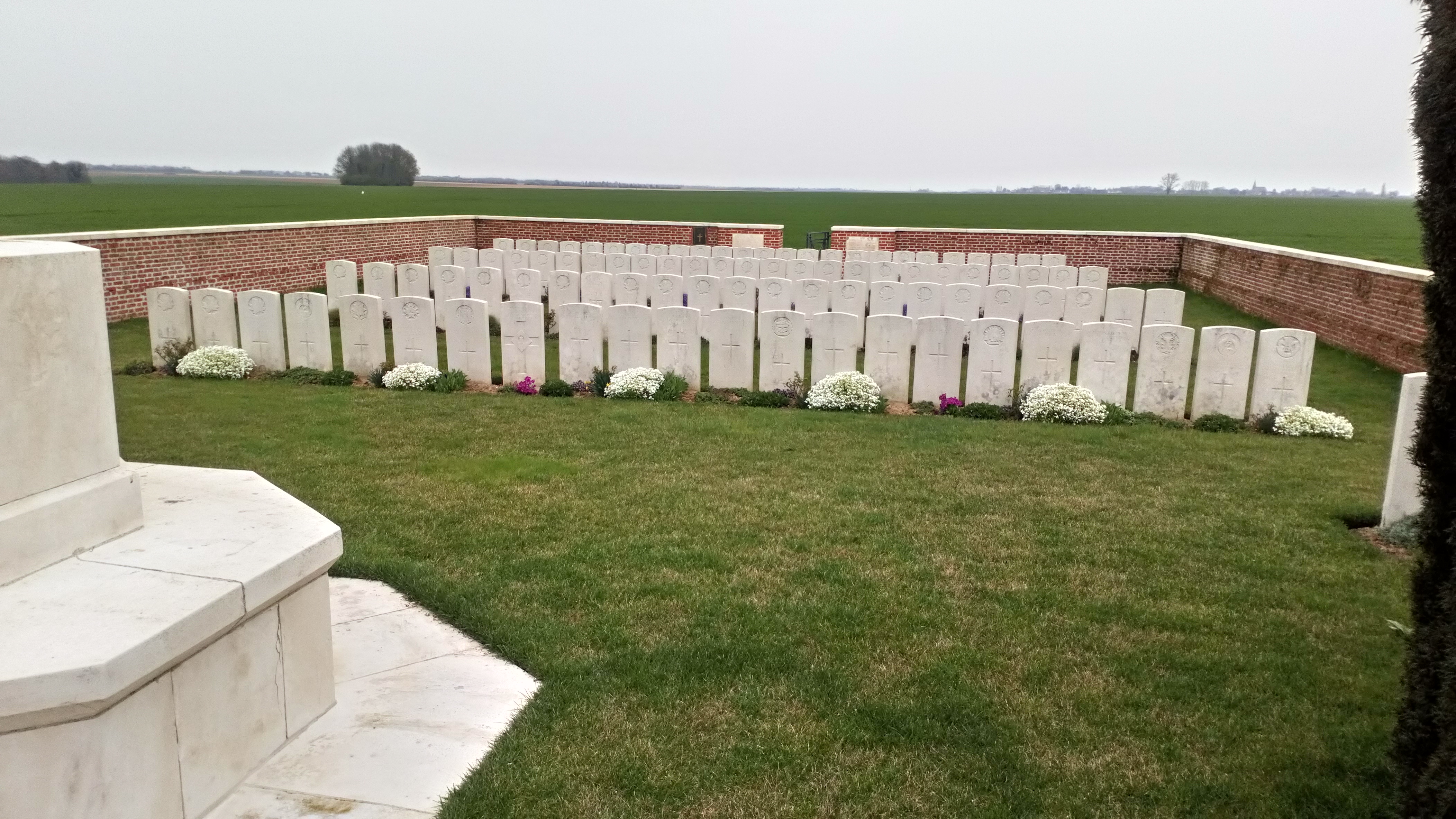
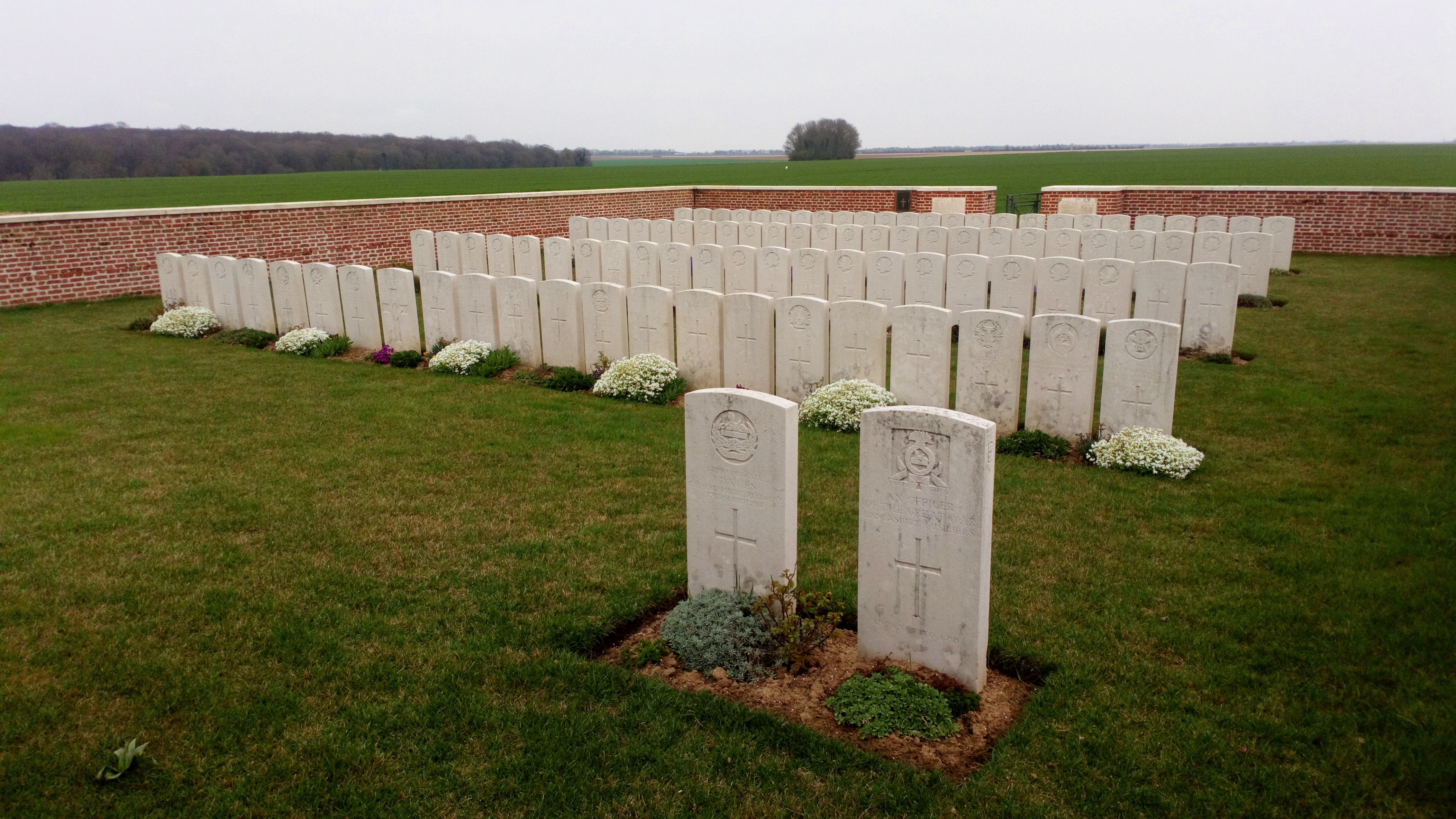
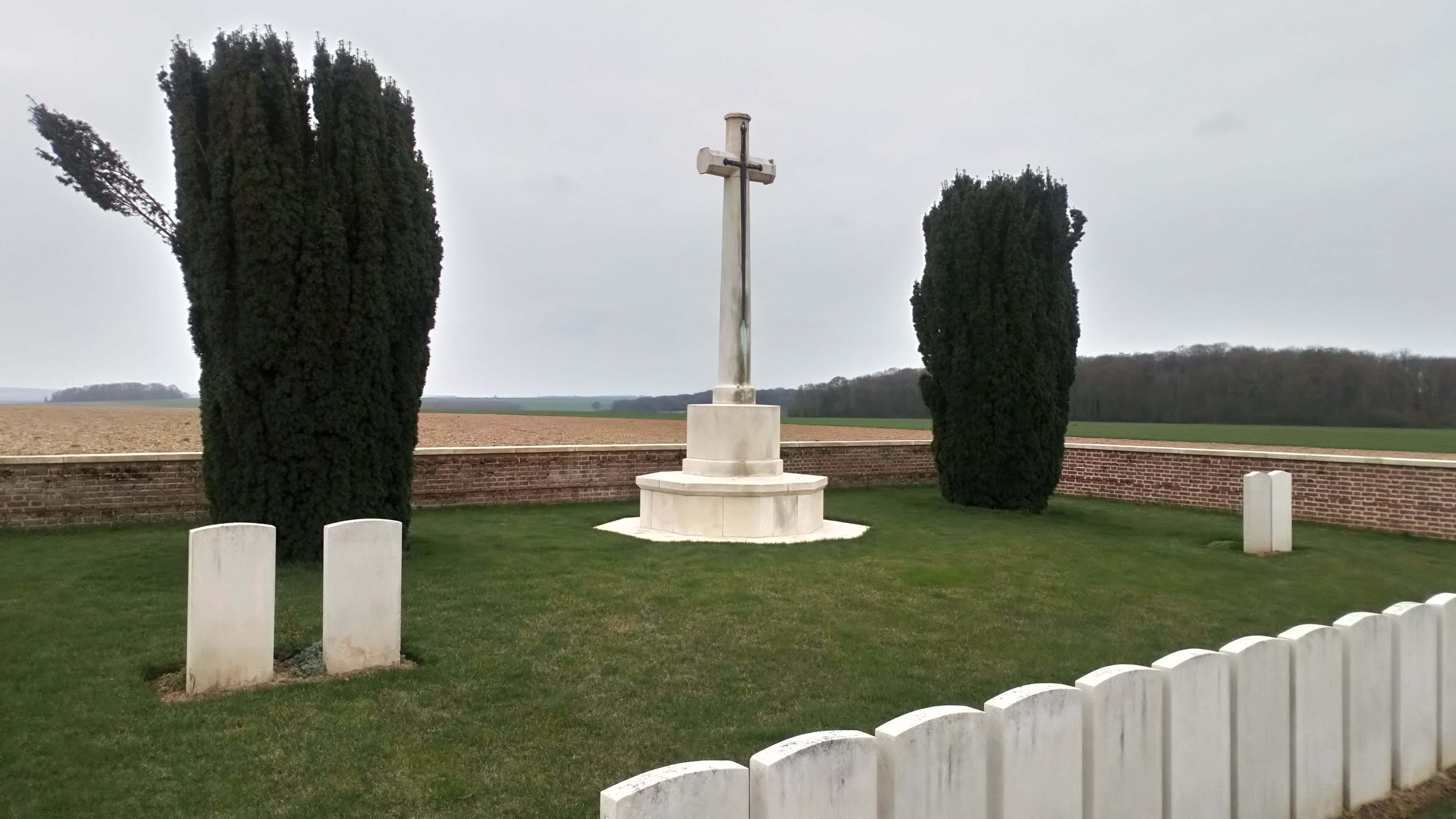
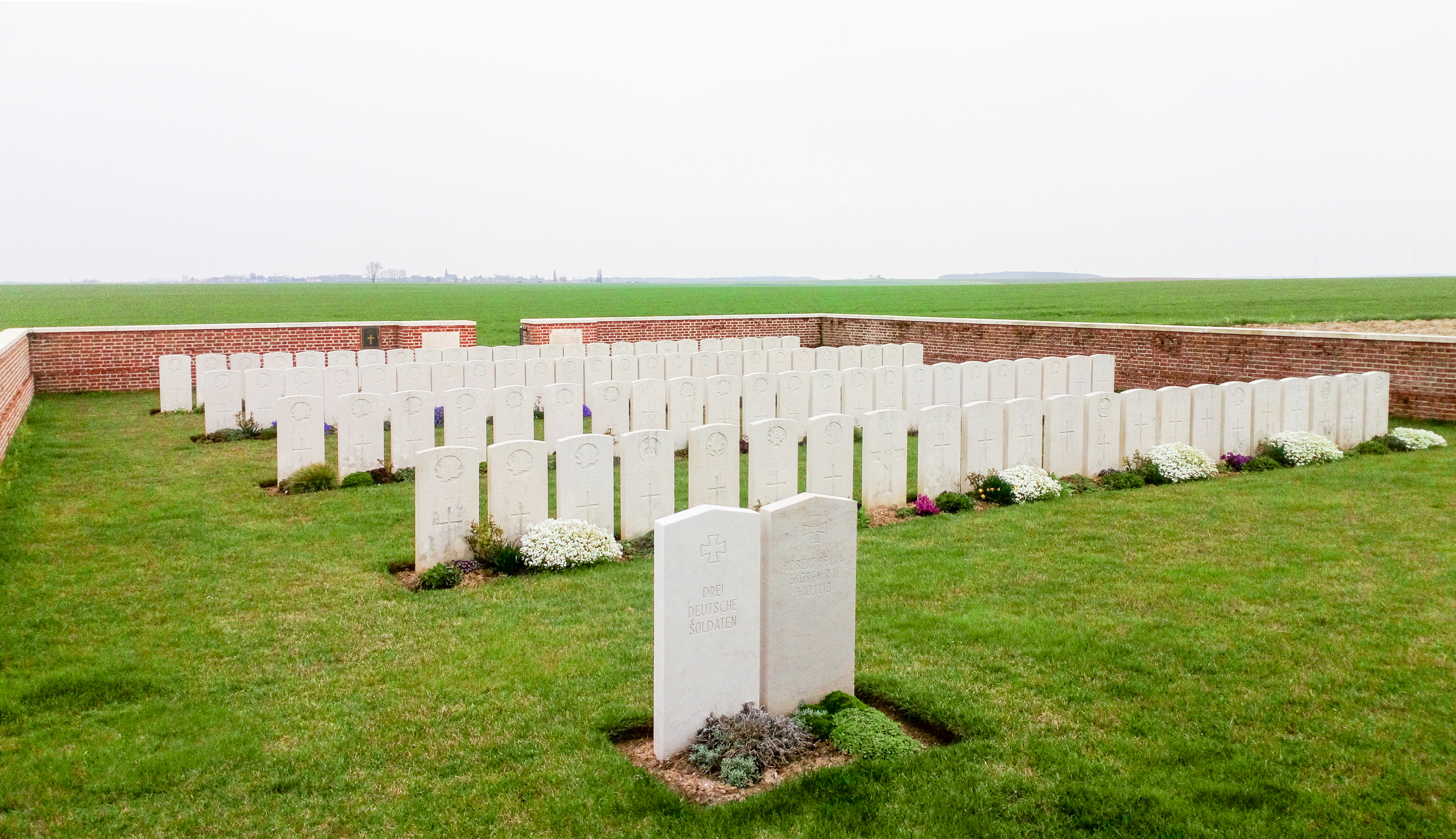

## Sépultures
| Pays        | Sépultures |
| ----------- | ---------- |
| Canada      | 74         |
| Royaume-Uni | 22         |
| Australie   | 1          |
| Allemagne   | 4          |
| Total       | 101        |